# (21855) 1999 TG150
1999 تي جي 150 (ويعرف أيضًا باسم (21855) 1999 تي جي 150 وفق تسمية الكوكب الصغير) (بالإنجليزية: 1999 TG150)‏ هو كويكب ضمن حزام الكويكبات؛ وترتيبه 21855 من حيث الاكتشاف.
اكتُشف هذا الجُرم الفلكي بواسطة بحث لنكولن عن الكويكبات القريبة من الأرض في 7 أكتوبر 1999.

## وصلات خارجية
- (21855) 1999 TG150 في قاعدة بيانات مختبر الدفع النفاث لأجرام النظام الشمسي الصغيرة

- الاكتشاف · مخطط المدار ·  العناصر المدارية · المعلمات المادية

- (21855) 1999 TG150 على موقع ويكي سكاي: DSS2, SDSS, GALEX, IRAS, Hydrogen α, X-Ray, Astrophoto, Sky Map, Articles and images